# Ủy ban Vận động Đảng Dân chủ Thượng viện Hoa Kỳ
Ủy ban Vận động Đảng Dân chủ Thượng viện Hoa Kỳ (tiếng Anh: United States Democratic Senatorial Campaign Committee, thường gọi với tên viết tắt là DSCC) là ủy ban Đồi của Đảng Dân chủ tại Thượng viện Hoa Kỳ có trách nhiệm vận động và gây quỹ với mục đích giúp các đảng viên Dân chủ được bầu vào Thượng viện Hoa Kỳ. Chủ tịch hiện tại của ủy ban là Thượng nghị sĩ Gary Peters từ Michigan.

## Lịch sử

### Chu kỳ bầu cử 2001–2002
Patty Murray trở thành nữ Chủ tịch đầu tiên của DSCC vào năm 2001. Ủy ban do bà lãnh đạo đã huy động được hơn 143 triệu đô la, đánh bại kỷ lục trước đó là 40 triệu đô la, nhưng đảng Dân chủ lại mất hai ghế. Lần đầu tiên kể từ năm 1914, một đảng của Tổng thống nắm quyền kiểm soát Thượng viện sau một cuộc bầu cử giữa kỳ. Tuy nhiên, hầu hết các nhà quan sát đều cho rằng sự nổi tiếng của George W. Bush sau vụ 11/9 và cái chết của Thượng nghị sĩ Paul Wellstone của Minnesota, người đã được ưu ái giành chiến thắng là nguyên nhân chủ yếu.

### Chu kỳ bầu cử 2005–2006
Chuck Schumer làm chủ tịch DSCC lần đầu tiên trong hai chu kỳ liên tiếp. Trước cuộc bầu cử, Đảng Cộng hòa kiểm soát 55 trong số 100 ghế Thượng viện. Cuộc bầu cử Thượng viện là một phần trong cuộc càn quét của đảng Dân chủ trong cuộc bầu cử năm 2006, trong đó đảng Dân chủ đã giành được thêm nhiều ghế và không có ghế nào trong Quốc hội hoặc Thống đốc do một đảng viên Dân chủ nắm giữ lại do một đảng viên Cộng hòa giành được. Sáu Thượng nghị sĩ đương nhiệm của Đảng Cộng hòa đã bị Đảng Dân chủ đánh bại: Jim Talent từ Missouri thua Claire McCaskill, Conrad Burns từ Montana thua Jon Tester, Mike DeWine từ Ohio thua Sherrod Brown, Rick Santorum từ Pennsylvania thua Bob Casey Jr., Lincoln Chafee từ Rhode Island thua Sheldon Whitehouse, và George Allen từ Virginia thua Jim Webb. Thượng nghị sĩ Đảng Dân chủ đương nhiệm Joe Lieberman từ Connecticut dù thua cuộc bầu cử sơ bộ của đảng Dân chủ, nhưng vẫn tái cử với tư cách là một chính khách độc lập của phái "Connecticut cho Lieberman". Đảng Dân chủ giữ hai ghế của họ ở Minnesota và Maryland, và đảng Cộng hòa chỉ giữ hai ghế ở Tennessee sau cuộc bầu cử. Tại Vermont, Bernie Sanders, một chính khách độc lập, đã được bầu vào ghế do Jim Jeffords, cũng là chính khách độc lập, vừa nghỉ hưu.
Sau cuộc bầu cử, không có đảng nào chiếm đa số lần đầu tiên kể từ năm 1954. Tuy nhiên, Đảng Dân chủ đã trở thành đảng đa số tại Thượng viện do Sanders và Lieberman họp kín với họ.

### Chu kỳ bầu cử 2007-2008

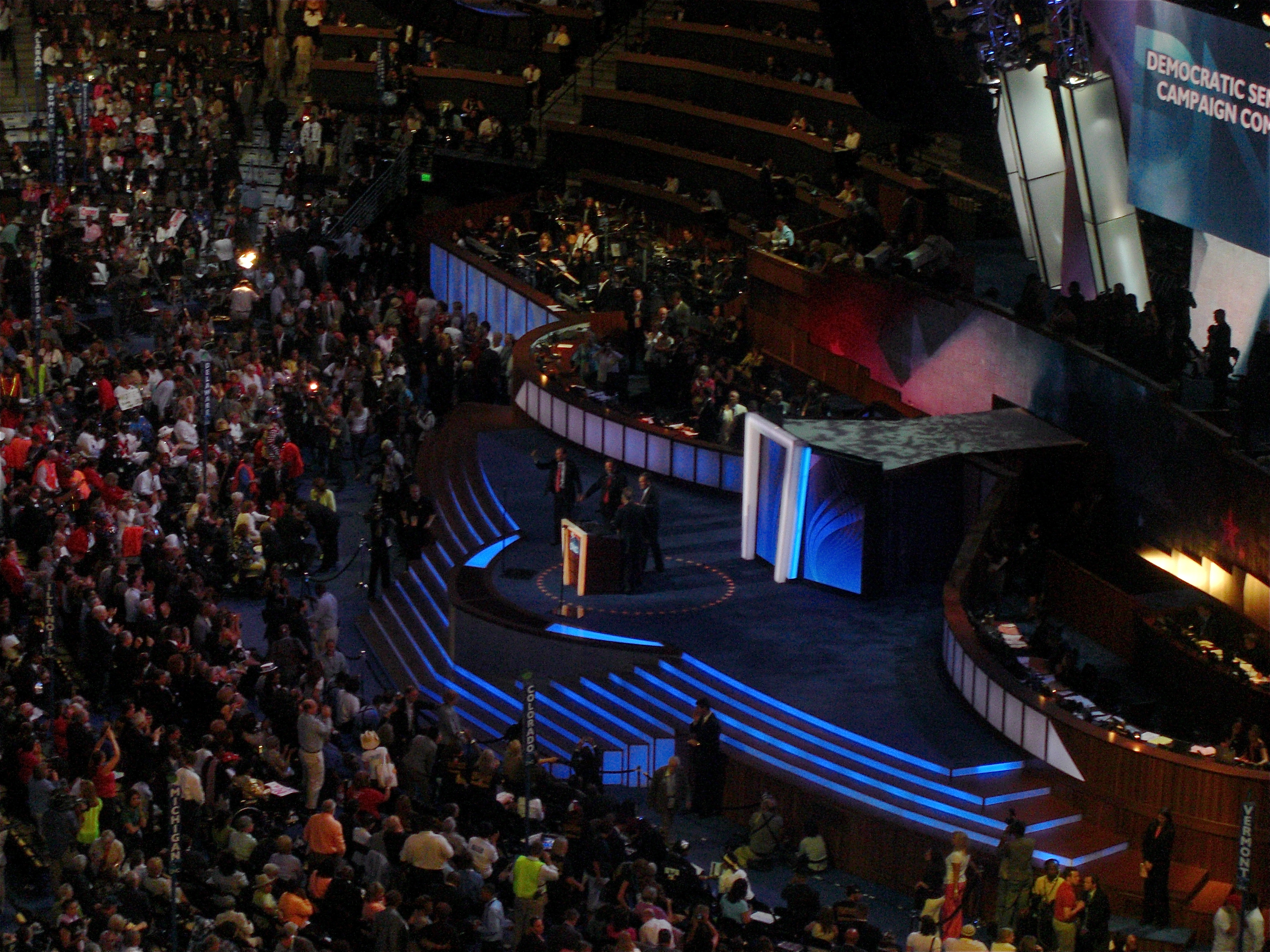
Chuck Schumer, cùng những đồng nghiệp từ Đảng Dân chủ Thượng viện, phát biểu trong ngày thứ ba của Đại hội Quốc gia Đảng Dân chủ năm 2008 ở Denver, Colorado, với tư cách là Chủ tịch DSCC

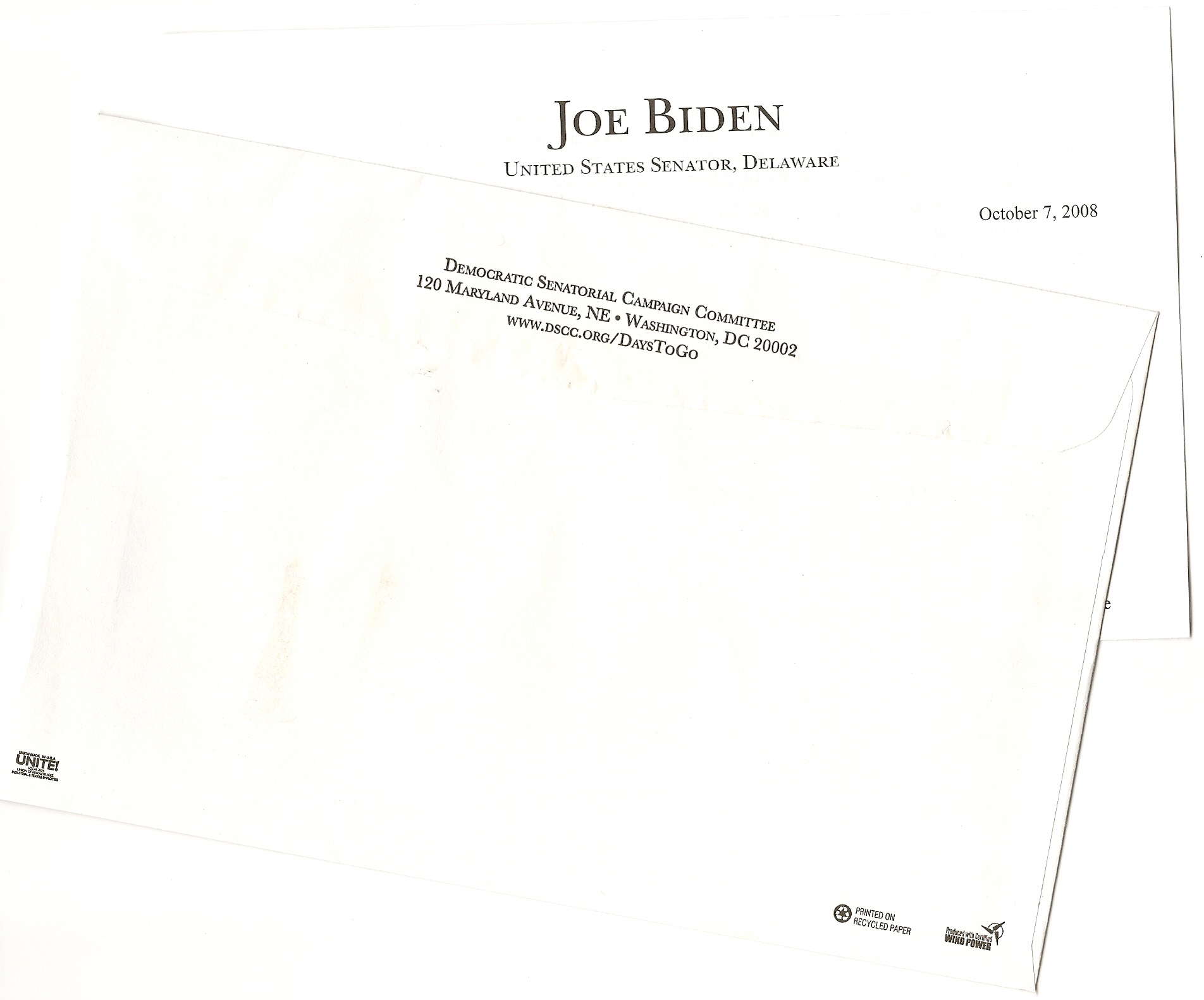
DSCC từ lâu đã tập trung vào việc gây quỹ qua thư; một ví dụ năm 2008 với lời kêu gọi từ Thượng nghị sĩ Hoa Kỳ và ứng cử viên phó tổng thống Joe Biden

Chuck Schumer chủ trì DSCC lần thứ hai trong hai chu kỳ liên tiếp. Bước vào cuộc bầu cử năm 2008, Thượng viện bao gồm 49 đảng viên Dân chủ, 49 đảng viên Cộng hòa và hai đảng viên độc lập (Bernie Sanders ở Vermont và Joe Lieberman ở Connecticut) họp kín với đảng Dân chủ, khiến đảng Dân chủ chiếm đa số 51-49. Trong số các ghế tham gia bầu cử năm 2008, 23 ghế do đảng Cộng hòa nắm giữ và 12 ghế thuộc đảng Dân chủ. Đảng Cộng hòa, những người công khai thừa nhận sớm rằng họ sẽ không thể giành lại thế đa số vào năm 2008, đã mất tám ghế. Cuộc bầu cử này là chu kỳ thứ hai liên tiếp không có ghế nào chuyển từ đảng Dân chủ sang đảng Cộng hòa. Ngoài ra, đây là mức tăng trưởng Thượng viện đảng Dân chủ lớn nhất kể từ năm 1986, khi họ cũng giành được 8 ghế.
Đảng Dân chủ đã đánh bại 5 đương kim của Đảng Cộng hòa: Ted Stevens từ Alaska thua Mark Begich, Norm Coleman từ Minnesota thua Al Franken, John Sununu từ New Hampshire thua Jeanne Shaheen, Elizabeth Dole từ North Carolina thua Kay Hagan và Gordon Smith từ Oregon thua Jeff Merkley. Các đảng viên Đảng Dân chủ cũng giữ các ghế ở Colorado, New Mexico và Virginia. Khi Thượng viện mới tuyên thệ nhậm chức lần đầu,số ghế có tỉ lệ 58–41 nghiêng về đảng Dân chủ, do cuộc bầu cử Thượng viện chưa được giải quyết ở Minnesota. Arlen Spectre (R-PA) từ chức vào tháng 4 năm 2009 và Franken tuyên thệ vào tháng 7 năm 2009 đã nâng tỉ lệ lên 60-40 nghiêng về Đảng Dân chủ.

### Chu kỳ bầu cử 2011–2012
Năm 2012, 23 ghế đảng Dân chủ và 10 ghế đảng Cộng hòa tham gia tranh cử. Đảng Cộng hòa cần giành thêm 4 ghế để chiếm đa số tại Thượng viện. Trong cuộc bầu cử, ba ghế của Đảng Cộng hòa và một ghế của đảng Dân chủ đã bị đánh bại, làm đảng Dân chủ nới rộng đa số lên hai.
Giám đốc điều hành DSCC cho biết chiến lược của họ là "địa phương hóa" các cuộc bầu cử - biến chúng thành "sự lựa chọn giữa hai người trên một lá phiếu và không đơn giản cho phép nó là một cuộc bầu cử quốc hữu hóa". Bởi vì điều này không dễ thực hiện trong một năm bầu cử tổng thống, DSCC đã công kích các ứng cử viên và nhà tài trợ của Đảng Cộng hòa, đặc biệt là Đảng Trà cực đoan. Trong các cuộc bầu cử sơ bộ ở Florida và Indiana, họ đã thúc đẩy rằng Đảng Trà đang làm việc để ép các ứng viên Đảng Cộng hòa "sẽ nói bất cứ điều gì để nhận được đề cử của đảng của họ". Đảng Cộng hòa nhắm mục tiêu vào bốn bang ủng hộ họ để lấy được thêm ghế mà họ cần cho thế đa số ở Thượng viện. Họ cũng để ý tới các bang không bỏ phiếu cho Tổng thống Obama vào năm 2008: Missouri, Montana, Nebraska và North Dakota. Họ đã mất ba trong số bốn ghế ở các đó.

### Chu kỳ bầu cử 2013–2014
Năm 2014, 21 đảng viên Đảng Dân chủ tham gia tranh cử. Để chiếm đa số, đảng Cộng hòa phải đạt được ít nhất 51 ghế trong Thượng viện. Đảng Dân chủ sẽ có thể giữ được đa số chỉ với 48 ghế (nếu hai chính khách độc lập tiếp tục họp kín cùng với họ), khi đó, cuộc họp kín có 50 thành viên, cùng là phiếu phá vỡ thế hoà của Phó Tổng thống Joe Biden sẽ mang lại thế đa số cho đảng Dân chủ. Các Thượng nghị sĩ đương nhiệm đã được bầu vào năm 2008, năm mà làn sóng ủng hộ đảng Dân chủ tăng cao.
Mặc dù đảng Dân chủ có một số thượng nghị sĩ tiếp tục tái tranh cử, nhưng sự kết hợp giữa việc nhiều Thượng nghị sĩ Đảng Dân chủ nghỉ hưu và nhiều Thượng nghị sĩ của đảng Dân chủ tham gia bầu cử ở các bang trung dung và các bang ủng hộ Đảng Cộng hòa đã khiến đảng Cộng hòa hy vọng nắm quyền kiểm soát Thượng viện. 7 trong số 21 bang có đương nhiệm của đảng Dân chủ tham gia bầu cử năm 2014 đã bỏ phiếu cho Mitt Romney của đảng Cộng hòa trong cuộc bầu cử tổng thống năm 2012. Đảng Dân chủ cũng phải đối mặt với tỷ lệ cử tri bỏ phiếu thấp hơn với các cuộc bầu cử giữa kỳ.
Đến nửa đêm theo giờ miền đông, hầu hết các trang mạng lớn đều dự đoán rằng đảng Cộng hòa sẽ nắm quyền kiểm soát Thượng viện. Đảng này đã nắm giữ tất cả ba ghế cạnh tranh do Đảng Cộng hòa nắm giữ (Kentucky, Kansas và Georgia), đồng thời đánh bại các đảng viên Dân chủ đương nhiệm ở Bắc Carolina, Colorado và Arkansas. Kết hợp với việc giữ được các ghế ở Iowa, Montana, Nam Dakota và Tây Virginia, đảng Cộng hòa đã thu được 7 ghế trước khi kết thúc đêm. Trong quá trình nắm quyền kiểm soát Thượng viện, đảng Cộng hòa đã đánh bại ba đảng viên Dân chủ đương nhiệm, lần đầu kể từ cuộc bầu cử năm 1980. 5 trong số 7 bang được xác nhận bỏ phiếu từng bầu cho Mitt Romney vào năm 2012, dù 2 trong số những ghế mà đảng Cộng hòa giành được đại diện cho các bang đã bỏ phiếu cho Barack Obama vào năm 2012 (Colorado và Iowa). Trong số ba cuộc đua chưa có kết quả vào cuối đêm bầu cử, Alaska và Virginia vẫn còn quá khó để phân định thắng thua, trong khi Louisiana hoãn tổ chức cuộc bầu cử tới cuối ngày 6 tháng 12. Đương nhiệm Đảng Dân chủ tại Virginia, Mark Warner, đã được tuyên bố là người chiến thắng trong cuộc đua của mình với tỷ số sít sao trước Đảng Cộng hòa Ed Gillespie vào ngày 7 tháng 11 và Dan Sullivan của Đảng Cộng hòa từ Alaska được tuyên bố là người chiến thắng trước đương nhiệm của Đảng Dân chủ Mark Begich một tuần sau đó vào ngày 12 tháng 11. Ứng viến Đảng Cộng hòa Bill Cassidy đã đánh bại đương nhiệm đảng Dân chủ Mary Landrieu trong vòng 2 cuộc bầu cử ở Louisiana vào ngày 6 tháng 12.
Vài ngày sau cuộc bầu cử, Dự án Bầu cử Hoa Kỳ ước tính rằng 36,6% cử tri đủ điều kiện đã bỏ phiếu, thấp hơn 4% so với cuộc bầu cử năm 2010 và có thể là tỷ lệ cử tri đi bầu thấp nhất kể từ cuộc bầu cử năm 1942.

### Chu kỳ bầu cử 2015–2016
Năm 2016, 10 ghế đảng Dân chủ và 23 ghế của đảng Cộng hòa tham gia tranh cử. Để có được đa số, đảng Dân chủ cần phải đạt được ít nhất 51 ghế hoặc 50 ghế (cùng Phó Tổng thống Dân chủ bỏ phiếu phó vỡ thế hoà) tại Thượng viện. Nhiều người trong số những người đương nhiệm đã được bầu vào năm làn sóng ủng hộ Đảng Cộng hòa tăng cao trong cuộc bầu cử giữa nhiệm kỳ giữa nhiệm kỳ 2010. Đảng Dân chủ cần giành được 4 ghế vì Đảng Cộng hòa đang chiếm đa số 54–46, với cả hai ứng cử viên độc lập đều họp kín với Đảng Dân chủ. Thượng nghị sĩ hai nhiệm kỳ Jon Tester của Montana làm chủ tịch DSCC cho chu kỳ này.
Có năm ghế mà Đảng Dân chủ cần bảo vệ trong chu kỳ này: Michael Bennet từ Colorado, Patty Murray từ Washington, và ghế của Thượng nghị sĩ nghỉ hưu Harry Reid từNevada, Barbara Boxer từ California và Barbara Mikulski từ Maryland. Bảy trong số các ghế của Đảng Cộng hòa đang tham gia tái tranh cử nằm ở các bang mà Obama đã thắng hai lần: Mark Kirk từ Illinois, Pat Toomey từ Pennsylvania, Ron Johnson từ Wisconsin, Kelly Ayotte từ New Hampshire, Chuck Grassley từ Iowa, Rob Portman từ Ohio và Marco Rubio từ Florida, người đã ra tranh cử sau khi thua trong cuộc bầu cử sơ bộ tổng thống Đảng Cộng hòa. Trong tất cả các ghế đã nói, trừ ghế của Grassley từ Iowa, những người đương nhiệm của Đảng Cộng hòa đều tham gia tái tranh cử lần đầu tiên. Các đảng viên Đảng Dân chủ cũng đang nhắm mục tiêu vào ghế từ Indiana đã bị bỏ trống do Dan Coats của Đảng Cộng hòa nghỉ hưu. Đảng Dân chủ còn tập trung vào những nơi mà những đương nhiệm Đảng Cộng hòa dễ dàng lay động như John McCain từ Arizona, Lisa Murkowski từ Alaska, John Boozman từ Arkansas, Richard Burr từ Bắc Carolina, Johnny Isakson từ Georgia, Roy Blunt từ Missouri, Rand Paul từ Kentucky hoặc David Vitter từ Louisiana.
Sau cuộc bầu cử, đảng Dân chủ đã giành được hai ghế: Tammy Duckworth từ Illinois và Maggie Hassan từ New Hampshire. Họ cũng đã bảo vệ thành công chiếc ghế duy nhất của mình trong cuộc tranh chấp, Nevada, nơi Catherine Cortez Masto trở thành Thượng nghị sĩ Mỹ gốc Latinh đầu tiên, kế nhiệm Lãnh đạo Đảng Dân chủ Thượng viện Harry Reid. Đây là lần đầu tiên kể từ năm 1992, Đảng Dân chủ giành được ghế trong Nhóm Thượng viện này. Cũng là lần đầu tiên, DSCC không tán thành bất cứ ứng cử viên nào trong cuộc tổng tuyển cử ở California vì cả hai ứng viên được ủng hộ nhất đều đến từ Đảng Dân chủ, tranh giành ghế của Thượng nghị sĩ Barbara Boxer đã nghỉ hưu. Kết quả, Kamala Harris đã đánh bại Loretta Sanchez để giành lấy chiếc ghế.

### Chu kỳ bầu cử 2017–2018
Thượng nghị sĩ nhiệm kỳ đầu tiên Chris Van Hollen từ Maryland đã được bầu làm chủ tịch DSCC cho chu kỳ bầu cử 2017–2018. Trước cuộc bầu cử năm 2018, đảng Dân chủ nắm giữ 49 ghế tại Thượng viện Hoa Kỳ trong khi đảng Cộng hòa nắm giữ 51 ghế. Bản đồ Thượng viện năm 2018 không cân đối bất thường, được tạo ra bởi các cuộc bầu cử thành công năm 2006 và 2012, dẫn đến một số lượng lớn các đảng viên Dân chủ dễ bại trận. Joe Donnelly từ Indiana, Claire McCaskill từ Missouri, Joe Manchin từ Tây Virginia, Heidi Heitkamp từ Bắc Dakota, Jon Tester từ Montana và Bill Nelson từ Florida được coi là những người dễ bại trận nhất do bang nhà của họ có xu hướng ủng hộ Đảng Cộng hòa. Vào ngày 6 tháng 11, các đảng viên Đảng Dân chủ đương nhiệm ở bốn bang đã bại trận: Donnelly thua Mike Braun, McCaskill thua Tổng chưởng lý Missouri Josh Hawley, Heitkamp thua Dân biểu Kevin Cramer, và Nelson thua Thống đốc Rick Scott. DSCC coi ghế từ Arizona và Tennessee, ghế của Dean Heller từ Nevada, ghế của Ted Cruz từ Texas và ghế của Cindy Hyde-Smith từ Mississippi là những mục tiêu được nhắm đến. Trong số những ghế có khả năng bại trận của Đảng Cộng hòa, đảng Dân chủ đã chọn ghế bỏ trống từ Arizona mà trước đó do Jeff Flake nắm giữ, với việc Dân biểu Kyrsten Sinema đánh bại Dân biểu Martha McSally, cũng như chiếc ghế từ Nevada do Dean Heller nắm giữ, bị đánh bại bởi Dân biểu Jacky Rosen, đưa tỷ lệ ghế tại Thượng viện về mức 53–47, với đảng Cộng hòa nắm quyền kiểm soát.

### Chu kỳ bầu cử 2019-2021
Thượng nghị sĩ nhiệm kỳ đầu tiên Catherine Cortez Masto từ Nevada được bầu làm chủ tịch DSCC cho chu kỳ bầu cử 2019-2020, người Latin đầu tiên làm được như vậy. Trước cuộc bầu cử năm 2020, đảng Dân chủ nắm giữ 47 ghế, trong khi đảng Cộng hòa nắm giữ 53 ghế. Để có được thế đa số, đảng Dân chủ cần phải giành được ít nhất 4 ghế, hoặc 3 ghế (cùng với lá phiếu phá vỡ thế hòa của Phó Tổng thống).
Đảng Dân chủ cần bảo vệ 12 ghế trong chu kỳ này, với chỉ 2 ở các bang mà Donald Trump giành được, Alabama và Michigan. Tại Alabama, Thượng nghị sĩ Doug Jones chỉ giành được chiến thắng trước một ứng cử viên cực kỳ không được ủng hộ của Đảng Cộng hòa trước đó, Roy Moore, và được dự đoán sẽ thua do Đảng Cộng hòa được ủng hộ mạnh mẽ ở đây. Tại Michigan, Thượng nghị sĩ Gary Peters phải đối mặt với một ứng cử viên rất mạnh của Đảng Cộng hòa, doanh nhân John James, nhưng vẫn được kỳ vọng sẽ giành chiến thắng.
Mặt khác, đảng Cộng hòa cần bảo vệ 21 ghế, cùng với 2 ghế ở các cuộc bầu cử đặc biệt. Họ chỉ cần bảo vệ 2 ghế ở các bang mà đảng Dân chủ giành được vào năm 2016, Maine và Colorado. Colorado được coi là nơi Đảng Dân chủ có thể lật đổ nhất, do Thượng nghị sĩ đương nhiệm Cory Gardner đã ủng hộ Trump và không còn được nhiều người ủng hộ. Cựu Thống đốc nổi tiếng John Hickenlooper là ứng cử viên của đảng Dân chủ. Tại Maine, đương nhiệm nổi tiếng Susan Collins đã giành chiến thắng vang dội vào năm 2014, nhưng sự nổi tiếng bị coi là suy yếu do bà đã ủng hộ xác nhận Thẩm phán Tòa án Tối cao đối với Brett Kavanaugh và lá phiếu của bà để tuyên bố trắng án trong phiên tòa luận tội đầu tiên của ông. Đây được coi là sự lật đổ thứ ba có khả năng xảy ra đối với đảng Dân chủ, sau Arizona.
Đảng Cộng hòa cần bảo vệ ghế ở các bang trung dung quan trọng như Arizona, Georgia, North Carolina và Iowa. Ghế ở Nam Carolina, Kansas, Montana và Alaska trở nên cạnh tranh một cách đáng ngạc nhiên, vì những bang này rất ủng hộ đảng Cộng hòa. Arizona được coi là cuộc lật đổ nhiều khả năng thứ hai đối với đảng Dân chủ, vì đây là một bang trung dung quan trọng, cùng với việc Thượng nghị sĩ Cộng hòa đương nhiệm Martha McSally thua Kyrsten Sinema cho chiếc ghế thượng viện hai năm trước đó, và ứng viên thách thức mạnh mẽ, cựu phi hành gia Mark Kelly. Bắc Carolina được coi là một sự lật tẩy rất có thể xảy ra, cho đến khi ứng cử viên của Đảng Dân chủ, Cal Cunningham, dính líu đến một vụ bê bối tình dục khiến cuộc tranh cử của ông bị hủy hoại. Đảng Dân chủ thất bại trong việc lật ghế ở Bắc Carolina, do vụ bê bối; ở Iowa, do sự ủng hộ quá cao đối với Trump ở đó; ở Maine, do đánh giá thấp sự nổi tiếng của Collins và tiếp tục chia phiếu, và các ghế bất ngờ xuất hiện tự cạnh tranh đối với chính đảng Dân chủ.
Như vậy, Đảng Dân chủ chỉ có thể lật đổ các ghế ở Arizona và Colorado, để cán cân quyền lực ở mức 52-48. Tuy nhiên, ứng viên đảng Dân chủ Joe Biden đã đánh bại Donald Trump, đồng nghĩa với việc sẽ có một Phó Tổng thống của đảng Dân chủ. Cuộc bầu cử vòng hai đối với cả hai ghế từ Georgia, sẽ được tổ chức vào ngày 5 tháng 1, vì không có ứng cử viên nào nhận được đa số phiếu trong cả hai cuộc bầu cử. Nếu đảng Dân chủ lật đổ cả hai ghế, họ sẽ nắm quyền kiểm soát Thượng viện, vì Phó Tổng thống Kamala Harris sẽ là người phá vỡ thế hòa tại Thượng viện. Nhiều người dự đoán đảng Dân chủ sẽ mất ít nhất một ghế, vì các cử tri trung dung dự kiến sẽ muốn kiểm tra chính phủ do Joe Biden của đảng Dân chủ lãnh đạo. Tuy nhiên, sự ủng hộ của Đảng Cộng hòa ở đây đã sụp đổ, Đảng Dân chủ lật đổ cả hai ghế từ Georgia, chính thức trở lại nắm quyền kiểm soát Thượng viện.

## Chủ tịch
| Chủ tịch               | Tiểu bang     | Nhiệm kỳ   |
| ---------------------- | ------------- | ---------- |
| Edmund Muskie          | Maine         | 1967–1969  |
| J. Bennett Johnston    | Louisiana     | 1976–1977  |
| Wendell Ford           | Kentucky      | 1977–1983  |
| Lloyd Bentsen          | Texas         | 1983–1985  |
| George Mitchell        | Maine         | 1985–1987  |
| John Kerry             | Massachusetts | 1987–1989  |
| John Breaux            | Louisiana     | 1989–1991  |
| Chuck Robb             | Virginia      | 1991–1993  |
| Bob Graham             | Florida       | 1993–1995  |
| Bob Kerrey             | Nebraska      | 1995–1999  |
| Robert Torricelli      | New Jersey    | 1999–2001  |
| Patty Murray           | Washington    | 2001–2003  |
| Jon Corzine            | New Jersey    | 2003–2005  |
| Chuck Schumer          | New York      | 2005–2009  |
| Bob Menendez           | New Jersey    | 2009–2011  |
| Patty Murray           | Washington    | 2011–2013  |
| Michael Bennet         | Colorado      | 2013–2015  |
| Jon Tester             | Montana       | 2015–2017  |
| Chris Van Hollen       | Maryland      | 2017–2019  |
| Catherine Cortez Masto | Nevada        | 2019–2021  |
| Gary Peters            | Michigan      | 2021 – nay |